# Motor GM Iron Duke
El motor GM Iron Duke (también llamado 151, 2500, Pontiac 2.5 y Tech IV) es un propulsor de cuatro cilindros en línea y 151 plg³ (2,5 L) que fue construido por la División Pontiac de General Motors de 1977 a 1993. A partir de entonces, el motor GM de 2.2 L OHV de 4 cilindros lo reemplazó en toda la línea de vehículos que lo ofrecían. Aunque su propósito original era servir como el nuevo motor para la gama económica de Pontiac, más adelante se adaptó para su uso en una amplia variedad de aplicaciones en toda la línea de GM en la década de 1980.

## Desarrollo
En el momento que estalló la crisis del petróleo de 1973, los únicos motores que Pontiac construía eran las versiones de 350 plg³ (5,7 L), 400 plg³ (6,6 L) y 455 plg³ (7,5 L) de su motor Pontiac V8. Reconociendo que los productos futuros tendrían que ser más pequeños y más eficientes en combustible, los ingenieros de Pontiac recibieron la tarea de desarrollar un nuevo motor que fuera adecuado para estos productos futuros. Los ingenieros consideraron diseñar versiones de menor cilindrada del V8 existente, un V6 derivado del V8, un V4 derivado del V8 y un motor de cuatro cilindros en línea derivado de un V8 (de la misma manera que el motor "Trophy 4" del Pontiac Tempest de 1961), pero finalmente se decidió crear un motor de cuatro cilindros completamente nuevo.: 1 
Los objetivos de diseño del equipo de desarrolladores fueron minimizar el ruido y la vibración mientras se maximizaba la durabilidad, la flexibilidad de funcionamiento, la economía de combustible y la potencia "utilizable" a velocidades de motor más bajas.: 1  Comenzaron analizando otros motores de cuatro cilindros en producción en General Motors en ese momento, y descubrieron que la versión producida por GM do Brasil del motor Chevrolet 153 de 151 plg³ (2,5 L) , con una carrera más corta (3 pulgadas (7,6 cm)) y una biela más larga (6 pulgadas (15,2 cm)), había reducido significativamente la vibración secundaria en comparación con el motor Chevrolet original y con el nuevo 2.3 L del Chevrolet Vega.: 1–2  Esto eliminó la necesidad de introducir un eje de equilibrado contrarrotante, lo que habría aumentado el peso, la complejidad y el costo del motor.: 3  A pesar de compartir el mismo diámetro, carrera y separación entre cilindros que el motor brasileño, la mayoría de las piezas no eran intercambiables.: 2 
Centrarse en generar potencia a velocidades más bajas del motor fue una consideración deliberada para cumplir con el resto de los objetivos de diseño. Se consideró cuidadosamente el diseño del sistema del colector de admisión y la recirculación de gases de escape para garantizar que se igualara la potencia de salida de cada cilindro. Se redujo el consumo de energía de las bombas de agua y aceite, y los segmentos, los orificios de los cilindros y los muñones del cigüeñal se diseñaron para minimizar la fricción.: 3–5 
Para maximizar la durabilidad, el bloque del motor se fabricó con hierro fundido con cinco cojinetes principales, en lugar del bloque de aluminio fundido relativamente frágil que usaba el motor Vega de 2.3 litros (incluso con el bloque de hierro fundido, el Iron Duke solo pesaba alrededor de 20 libras (9,1 kg) más). La correa de distribución del motor OHC de 2.3 L se evitó en favor de un diseño de válvulas en cabeza con engranajes de sincronización. Se usaron pernos especialmente diseñados para asegurar los múltiples movimientos de admisión y escape a la culata, para permitir un ligero movimiento mientras se mantiene el sellado de las juntas para evitar que se agrietaran por efecto de la dilatación térmica.: 6–7 
Se usó un carburador de dos etapas y dos cuerpos con estrangulador eléctrico para mejorar el rendimiento en los arranques en frío, mientras que se usaron escudos térmicos incorporados debajo del carburador y entre los colectores de admisión y escape para evitar que el calor evaporase la gasolina en el carburador, mejorando así el rendimiento en climas calientes. Reconociendo que los automóviles con motores de cuatro cilindros equipados con aire acondicionado tendían a experimentar problemas de conducción en climas cálidos, se realizaron otras mejoras, incluido un interruptor de corte que apagaba el compresor con el acelerador pisado a fondo y un retardo incorporado en el circuito del aire acondicionado para que el compresor no se encendiera hasta doce segundos después de arrancar el motor.: 7–10 

## Primeras aplicaciones

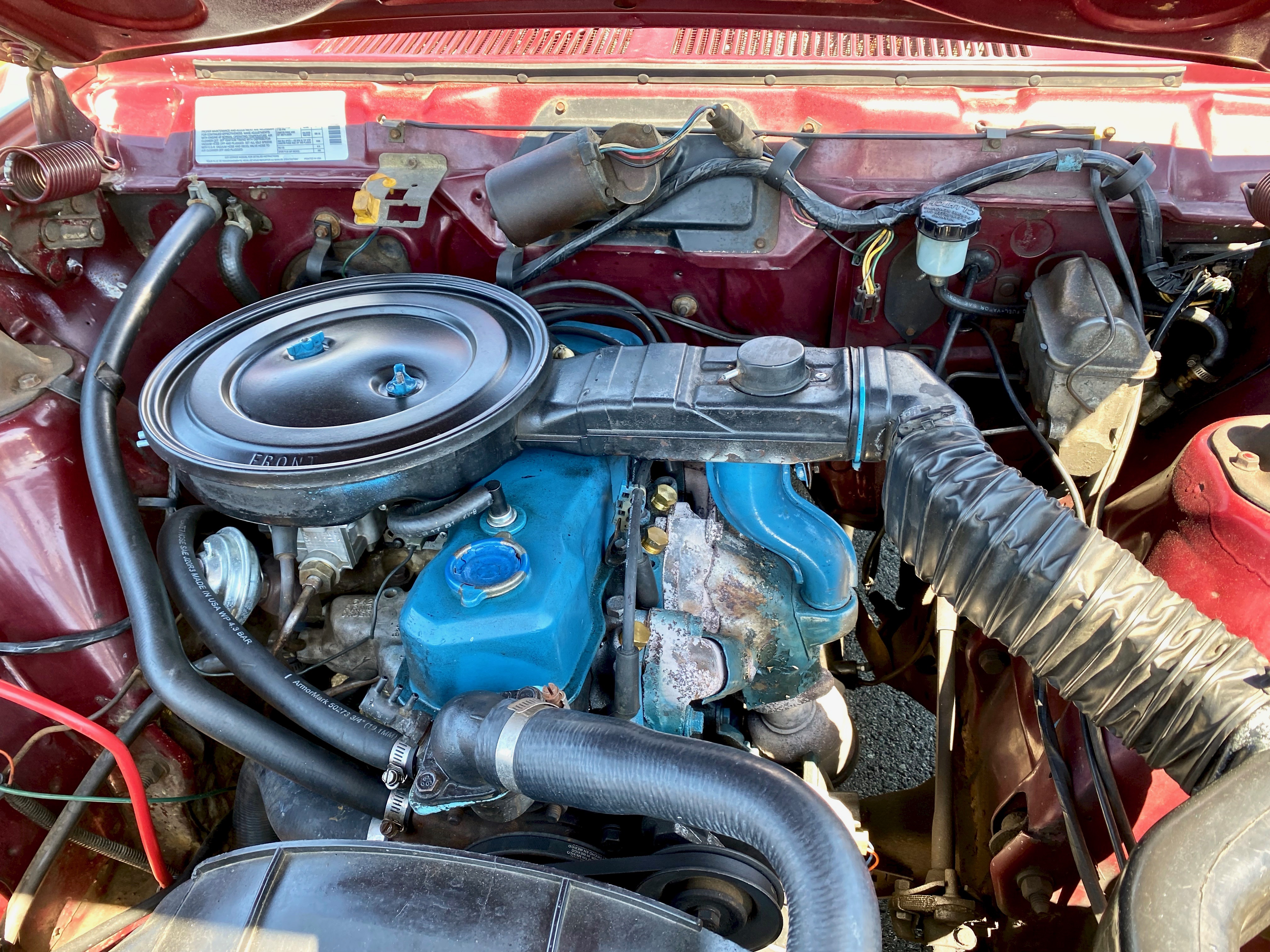
Motor Iron Duke de un AMC Spirit de 1982

Las primeras aplicaciones del Iron Duke fueron en los automóviles subcompactos Astre y Sunbird de 1977, reemplazando el motor Vega de 2.3 L, y en el compacto Phoenix. Como estos coches fueron diseñados originalmente para motores Chevrolet, el Iron Duke también usó la carcasa de la transmisión en forma de campana del Chevrolet, en lugar de la del Buick-Oldsmobile-Pontiac V8. Al año siguiente, el uso del motor se expandió a los gemelos Chevrolet y Oldsmobile del Sunbird, el Monza y el Starfire de segunda generación.
Para el modelo del año 1979, el motor se rediseñó ampliamente. La culata de cilindros de flujo inverso original fue reemplazada por un diseño cruzado, se introdujo un nuevo carburador de dos cilindros llamado "Vara-Jet", se reubicó el distribuidor y se redujo el tamaño del cárter de aceite. Las únicas partes transferidas de los motores de 1978 fueron las bielas. La potencia máxima se aumentó hasta alcanzar 90 hp.
Para 1980, el motor Iron Duke se rediseñó para montarse transversalmente, con el fin de adaptarse a la nueva plataforma GM X de tracción delantera. La conexión de la campana de la carcasa de la transmisión se revisó para que coincidiera con la del nuevo motor 60° V6.
GM también comenzó a vender el motor a American Motors Corporation (AMC) a partir del año modelo de 1980. Era el motor base en los automóviles Spirit, Concord y Eagle, así como en el modelo base Jeep CJ. Los motores comprados por AMC continuaron usando el patrón de campana del Chevrolet V8. El motor de cuatro cilindros se eliminó de los modelos AMC de tracción trasera después de 1982. Durante 1983, el motor base de los modelos Eagle de tracción total cambió del Iron Duke al nuevo motor AMC straight-4 de 150 plg³ (2,5 L), desarrollado por AMC. el 1983 Jeep CJ fueron los últimos con el Iron Duke como motor base.
| Año  | Potencia                     | Par                                 |
| ---- | ---------------------------- | ----------------------------------- |
| 1978 | 85 HP (63 kW) a 4400 rpm: 40 | 123 lb·pie (167 N·m) a 2800 rpm: 40 |
| 1979 | 90 HP (67 kW)                | 128 lb·pie (174 N·m)                |
| 1980 | 90 HP (67 kW) a 4000 rpm: 47 | 134 lb·pie (182 N·m) a 2400 rpm: 47 |
| 1981 | 84 HP (63 kW) a 4000 rpm     | 125 lb·pie (169 N·m) a 2400 rpm     |

Aplicaciones:
- 1977  Pontiac Astre
- 1977-1979 Pontiac Phoenix
- 1977-1980 Pontiac Sunbird
- 1978-1980 Chevrolet Monza, Oldsmobile Starfire
- 1980-1982 AMC Concord
- 1980-1982 AMC Spirit
- 1980-1983 Jeep CJ
- 1980-1984 Oldsmobile Omega, Pontiac Phoenix
- 1980-1985 Buick Skylark, Chevrolet Citation
- 1981-1983 AMC Eagle

## Tech IV (1982-1990)

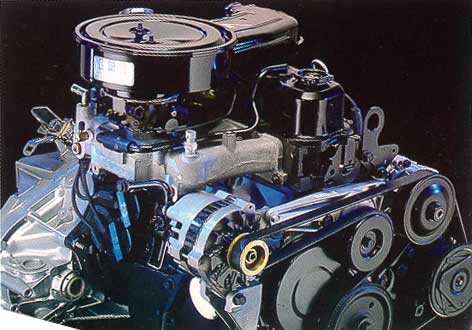
Motor "Tech IV"

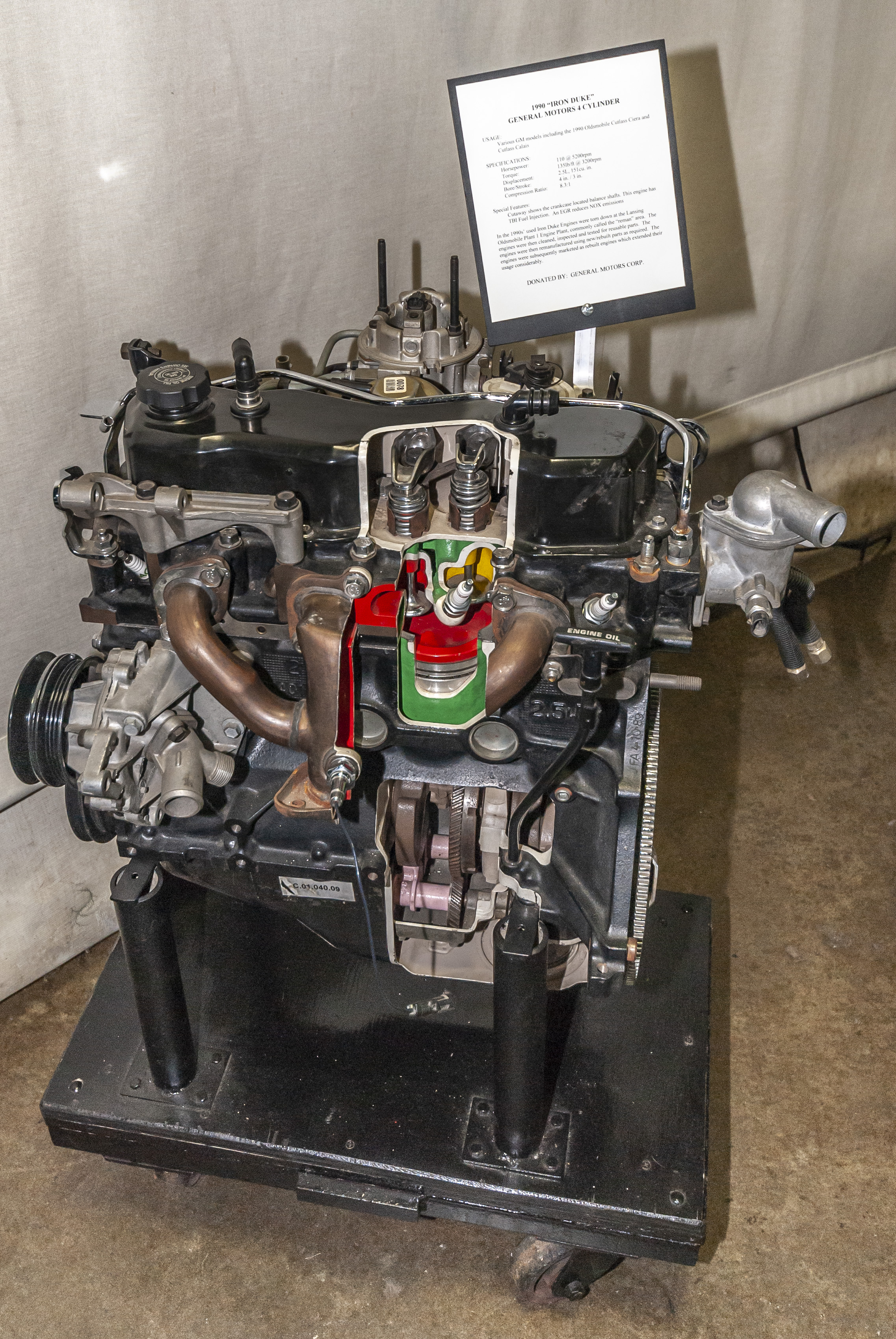
Motor GM Iron Duke de 1990 con partes recortadas para revelar la disposición interna

Los Iron Duke fueron equipados con inyección de combustible (TBI, a través de un solo inyector en el cuerpo del acelerador) en 1982. Esta versión fue bautizada como Tech IV, aunque Car and Driver más tarde la ridiculizó como la baja-Tecnología IV. La potencia de salida aumentó a 90 HP (67 kW).

Este sistema fue reemplazado en 1984 por una culata con puertos diseñados para generar turbulencia y mejorar la mezcla con una relación de compresión de 9.0:1 (en lugar de 8.25:1), obteniendo 2 HP (1,5 kW) adicionales. Otras adiciones para 1985 incluyeron elevadores de rodillos, rodamientos mejorados y un nuevo cigüeñal. Se realizaron varios cambios significativos en 1987, que incluyeron: una culata de cilindros mejorada, colector de admisión y un módulo de inyección en el cuerpo del acelerador, una correa más moderna con un tensor automático de resorte para los accesorios y un distribuidor (DIS). Esta revisión del motor aumentó la potencia hasta 98 HP (73 kW). En 1988, se agregó un eje de equilibrado para suavizar las vibraciones del motor. Hasta este momento, el motor incorporaba un soporte delantero superior en forma de "hueso de perro" asegurado al capó del vehículo, lo que ayudaba a controlar la vibración. Otras mejoras en años posteriores incluyeron nuevos pistones, varillas, cigüeñal y un sistema de lubricación en el cárter. La variante más potente del "Tech IV" elevó el límite de revoluciones a 5500 rpm y logró elevar la potencia a 110 HP (82 kW). El "Tech IV" usaba el mismo patrón de pernos de la campana de la carcasa de la transmisión que el 2.8 L 60-Degree V6. Con el paso de los años, el motor "Tech IV" ha demostrado ser un caballo de batalla fiable para los propietarios cuando no se lo lleva al límite. Todos los motores Iron Duke de 1978 a 1990 usaban un engranaje de termoplástico Micarta en el árbol de levas, que engranaba directamente con un engranaje de acero en el cigüeñal. Los motores VIN R y U de 1991-92 utilizaron una cadena de distribución en su lugar.
Aplicaciones:
- 1982-1985 Chevrolet Camaro, Pontiac Firebird
- 1982-1990 Chevrolet Celebrity
- 1982-1991 Pontiac 6000
- 1982-1992 Buick Century, Oldsmobile Cutlass Ciera
- 1984-1988 Pontiac Fiero
- 1985-1987 Chevrolet Blazer, GMC S-15 Jimmy
- 1985-1993 Chevrolet S-10, GMC S-15/Sonoma
- 1985-1990 Chevrolet Astro, GMC Safari
- 1985-1987 Buick Skylark
- 1985-1991 Pontiac Grand Am, Oldsmobile Cutlass Calais
- 1986-1991 Buick Skylark
- 1987-1994 Grumman LLV (vehículo de reparto USPS)
- 1990-1992 Chevrolet Lumina

## Super Duty
El bloque Iron Duke formó la base de los motores de carreras de cuatro cilindros "Super Duty" de Pontiac de la década de 1980, el último de una línea de motores Pontiac Super Duty. Los motores se incluyeron en la Serie Dash de Charlotte/Daytona de la NASCAR, en el Campeonato IMSA GT (en las clases GTP y GTU) e incluso en lanchas de competición de la American Power Boat Association. Los motores Super Duty continuaron usándose en las carreras ARCA hasta bien entrada la década de 2000.
| Cilindrada | Carrera              |
| ---------- | -------------------- |
| 2,1 L      | 2+3/5 plg (66,0 mm)  |
| 2,5 L      | 3 plg (76,2 mm)      |
| 2,7 L      | 3+1/4 plg (82,6 mm)  |
| 3 L        | 3+5/8 plg (92,1 mm)  |
| 3,2 L      | 3+15/16 plg (100 mm) |

Además de las piezas que coinciden con el desplazamiento original de 2,5 L del Iron Duke, Pontiac Motorsports ofreció otros cigüeñales y sus correspondientes bielas, lo que dio como resultado desplazamientos que iban de 2,1 L a 3,2 L. Un motor Super Duty de 2.7 L y 232 HP (173 kW) impulsó el Pontiac Fiero que actuó como coche de seguridad en las 500 Millas de Indianápolis de 1984, alcanzando más de 138 mph (222,1 km/h) durante la carrera, pero los motores Super Duty nunca estuvieron disponibles en los vehículos GM de fábrica. Sin embargo, GM vendió las piezas específicas de los Super-Duty en distribuidores autorizados, y un aficionado podría pedir todas las piezas necesarias para convertir su motor Iron Duke original en una versión Super Duty.
Kansas Racing Products continuó fabricando los motores a principios del siglo XXI, después de comprar los derechos para fabricarlos a GM.
Cosworth también produjo un cabezal de leva doble superior con 16 válvulas para la versión 3.0 L del motor de carreras (Cosworth Project DBA, 1987).